# سیارک ۳۳۷۰
سیارک ۳۳۷۰ (به انگلیسی: 3370 Kohsai، نامگذاری:1934CU) سه هزار و سیصد و هفتادمین سیارک کشف شده‌است که در ۴ فوریه ۱۹۳۴ و در هایدلبرگ کشف شد.
قدر مطلق سیارک برابر ۱۴٫۰۰ است.